# Малые Голы
Малые Голы — деревня в Качугском районе Иркутской области России. Входит в состав Качугского муниципального образования. 

## История
Топонимика
Среди жителей населённых пунктов Большие Голы, Малые Голы и Косогол бытует легенда, будто основали их три брата: большой голый, малый голый и косой голый. Иногда добавляют и четвёртого брата — босого голого, объясняя его прозвищем название деревни Босогол. Однако, данная легенда является плодом народной этимологии.
В действительности, в переводе с бурятского, а также с некоторых тюркских языков гол означает ручей, долина.

## География
Находится на юго-западе региона, по р. Большая Анга, примерно в 12 км к востоку от районного центра.

## Население
По данным Всероссийской переписи, в 2010 году в деревне проживал 151 человек (82 мужчины и 69 женщин).
| 2002 | 2010 | 2011 | 2012 |
| ---- | ---- | ---- | ---- |
| 188  | ↘151 | ↘150 | ↗156 |

## Инфраструктура
Личное подсобное хозяйство.

## Транспорт
Просёлочные дороги.